# عقد 720
عقد 720 هو عقد امتد بين 1 يناير 720 و31 ديسمبر 729 بحسب التقويم الميلادي. سبقه عقد 710 ولحقه عقد 730.

## أحداث
- حصار نيقية (727)
- معركة تولوز (721)
- معركة كوفادونجا (722)

## مواليد
- جرير الضبي (728)
- ورش (728)
- ضرار بن عمرو (728)
- الفضيل بن عياض (726)
- ابن علية (729)
- مروان بن أبي حفصة (723)
- سعيد بن عبد الرحمن الجمحي (722)
- قنبل (728)
- معمر بن المثنى (728)
- سفيان بن عيينة (725)
- عيسى بن موسى (721)

## وفيات
- الجعد بن درهم (724)
- الفرزدق (728)
- كثير عزة (723)
- عنبسة بن سحيم الكلبي (726)
- السمح بن مالك الخولاني (721)
- تونيوكوك (724)
- طاووس بن كيسان (724)
- عامر الشعبي (723)
- عمرو بن الوليد بن عبدة (722)
- أبان بن عثمان بن عفان (723)
- محمد بن سيرين (729)

## كتب
- Yves Denis Papin (1998). Chronologie de l'histoire ancienne. Lieu de publication non identifié: Éditions Jean-paul Gisserot. ISBN:2-87747-346-5. OCLC:40746926. مؤرشف من الأصل في 2022-03-16.
- موسوعة حضارة العالم (2002) لأحمد محمد عوف.

## روابط خارجية
- تصفح سنة بسنة عقد 720 على موقع onthisday.com
- تصفح سنة بسنة عقد 720 ابتداءً من سنة عقد 720 على موقع المكتبة الوطنية الفرنسية